# 清朝榜眼列表
清朝一共进行科考112科，取科舉榜眼114名。清朝榜眼的官銜品級達到三品以上的比例為40.3%，三品至六品則是43%，七品官則是16.7%。而這是因為當榜眼及第時，皇帝便會授予其正七品翰林院編修的職位，因此清代榜眼的仕途起步便是七品官。

## 列表
| 西曆   | 中曆         | 姓名   | 生卒年         | 籍貫                                  | 最高職位                                                                         | 備註 |
| ------ | ------------ | ------ | -------------- | ------------------------------------- | -------------------------------------------------------------------------------- | --- |
| 1646年 | 顺治三年     | 呂纘祖 | 1598年－1655年 | 直隸省河間府滄州人                    | 從四品·弘文院侍講學士                                                            | |
| 1647年 | 顺治四年     | 程芳朝 | 1611年－1676年 | 安徽省安慶府桐城县人                  | 正三品·太常寺卿                                                                  | 加科、曾任冊封安南國王正使 |
| 1649年 | 顺治六年     | 熊伯龍 | 1627年－1669年 | 湖北省漢陽府漢陽縣人                  | 正三品·內閣學士、兼禮部侍郎                                                      | |
| 1652年 | 顺治九年     | 折庫納 | －1676年       | 滿洲鑲藍旗人                          | 正三品·兵部督捕左侍郎                                                            | 满榜 |
| 1652年 | 顺治九年     | 張永祺 | －             | 直隸省大興縣人 原籍江南省常州府宜興縣 | 正四品·大理寺少卿                                                                | 汉榜 |
| 1655年 | 顺治十二年   | 查親   | －             | 满洲人                                | 從五品·刑部員外郎                                                                | 满榜 |
| 1655年 | 顺治十二年   | 戴王綸 | －             | 直隸省河間府滄州人                    | 正四品·江西督糧道道員                                                            | 漢榜 |
| 1658年 | 顺治十五年   | 孫一致 | 1619年－1693年 | 江蘇省淮安府鹽城縣人                  | 從四品·侍讀學士                                                                  | |
| 1659年 | 顺治十六年   | 華亦祥 | －             | 江蘇省常州府無錫縣人                  | 從四品·弘文院侍讀學士                                                            | 加科 |
| 1661年 | 顺治十八年   | 李仙根 | 1621年－1690年 | 四川省潼川州遂寧縣人                  | 正三品·戶部右侍郎                                                                | 曾任宣諭安南使臣，著《安南使事紀要》 |
| 1664年 | 康熙三年     | 李元振 | 1637年－1719年 | 江蘇省歸德府柘城縣人                  | 正三品·工部左侍郎                                                                | |
| 1667年 | 康熙六年     | 張玉裁 | 1639年－1674年 | 江蘇省鎮江府丹徒縣人                  | 正七品·翰林內國史院編修                                                          | |
| 1670年 | 康熙九年     | 孫在豐 | 1619年－1683年 | 浙江省湖州府德清縣人                  | 正三品·內閣學士、兼禮部侍郎                                                      | |
| 1673年 | 康熙十二年   | 王度心 | 1645年－1723年 | 江蘇省松江府婁縣人                    | 正二品·戶部尚書                                                                  | |
| 1676年 | 康熙十五年   | 胡會恩 | ？年－1715年   | 浙江省湖州府德清縣人                  | 正二品·刑部尚書                                                                  | |
| 1679年 | 康熙十八年   | 孫卓   | 1655年－1683年 | 安徽省寧國府宣城縣人                  | 正七品·翰林院編修                                                                | 冊封安南國王副使，路上暴病而卒 |
| 1682年 | 康熙二十一年 | 吳涵   | ?年－1709年    | 浙江省嘉興府崇德縣人                  | 正二品·都察院左都御史                                                            | |
| 1685年 | 康熙二十四年 | 陳元龍 | 1652年－1736年 | 浙江省杭州府海寧縣人                  | 正一品·太子太傅、文淵閣大學士、兼禮部尚書                                        | 海寧陳氏 |
| 1688年 | 康熙二十七年 | 查嗣韓 | －             | 浙江省杭州府海寧縣人                  | 正七品·翰林院編修                                                                | |
| 1691年 | 康熙三十年   | 吳昺   | －             | 安徽省滁州直隸州全椒縣人              | 正六品·翰林院侍講、湖廣學政                                                      | 原取吳昺為狀元，但因康熙帝愛戴有祺書法而取戴為第一                                                                                                 |
| 1694年 | 康熙三十三年 | 顧圖河 | 1653年－1706年 | 江蘇省揚州府江都縣人                  | 正七品·翰林院編修、湖廣學政                                                      | |
| 1697年 | 康熙三十六年 | 嚴虞惇 | －             | 江蘇省蘇州府常熟縣人                  | 正四品·太僕寺少卿                                                                | |
| 1700年 | 康熙三十九年 | 季愈   | －             | 江蘇省揚州府寶應縣人                  | 正五品·詹事府庶子、廣東學政                                                      | |
| 1703年 | 康熙四十二年 | 趙晉   | －1713年       | 福建省福州府閩縣人                    | 正七品·翰林院編修                                                                | 辛卯科場案問斬 |
| 1706年 | 康熙四十五年 | 呂葆中 | －1707年       | 浙江省嘉興府桐鄉縣人                  | 正七品·翰林院編修                                                                | 一念和尚案牽連、曾靜案 |
| 1709年 | 康熙四十八年 | 戴名世 | 1653年－1713年 | 安徽省安慶府桐城縣人                  | 正七品·翰林院編修                                                                | 南山案被斬 |
| 1712年 | 康熙五十一年 | 沈樹本 | 1671年－1743年 | 浙江省湖州府歸安縣人                  | 從六品·詹事府贊善                                                                | |
| 1713年 | 康熙五十二年 | 任蘭枝 | 1677年－1746年 | 江蘇省江寧府溧陽縣人                  | 從一品·禮部尚書                                                                  | 恩科 |
| 1715年 | 康熙五十四年 | 繆曰藻 | 1682年－1761年 | 江蘇省蘇州府吳縣人                    | 從五品·司經局洗馬、廣東肇高學政                                                  | |
| 1718年 | 康熙五十七年 | 張廷璐 | 1675年－1745年 | 安徽省安慶府桐城縣人                  | 從二品·禮部左侍郎                                                                | 太傅、文華殿大學士兼禮部尚書張英第三子 太保、保和殿大學士張廷玉之弟                                                                                |
| 1721年 | 康熙六十年   | 吳文煥 | 1688年－       | 福建省福州府長樂縣人                  | 正五品·湖廣道監察御史                                                            | |
| 1723年 | 雍正元年     | 戴瀚   | 1686年－1755年 | 江蘇省江寧府上元縣人                  | 從四品·翰林院侍講學士、南書房行走                                                | 恩科 |
| 1724年 | 雍正二年     | 王安國 | 1694年－1757年 | 江蘇省揚州府高郵州人                  | 從一品·吏部尚書、兼管工部尚書                                                    | |
| 1727年 | 雍正五年     | 鄧啟元 | －1733年       | 福建省永春州德化縣人                  | 正七品·翰林院編修                                                                | |
| 1730年 | 雍正八年     | 沈昌宇 | 1700年－1744年 | 浙江省嘉興府秀水縣人                  | 正七品·翰林院編修、廣東肇高學政                                                  | |
| 1733年 | 雍正十一年   | 田志勤 | －             | 直隸省順天府大興縣人                  | 從五品·翰林院侍講                                                                | |
| 1736年 | 乾隆元年     | 黃孫懋 | 1700年－1744年 | 山東省兗州府曲阜縣人                  | 從二品·內閣學士、兼禮部侍郎                                                      | |
| 1737年 | 乾隆二年     | 林枝春 | 1714年－1779年 | 福建省福州府福清縣人                  | 正四品·通政使司副使                                                              | 恩科 |
| 1739年 | 乾隆四年     | 塗逢震 | 1701年－1759年 | 江西省南昌府南昌縣人                  | 從二品·工部左侍郎                                                                | |
| 1742年 | 乾隆七年     | 楊述曾 | 1698年－1767年 | 江蘇省常州府武進縣人                  | 從五品·翰林院侍讀（賞給四品職銜）                                                | |
| 1745年 | 乾隆十年     | 莊存與 | 1698年－1767年 | 江蘇省常州府武進縣人                  | 從二品·禮部左侍郎                                                                | |
| 1748年 | 乾隆十三年   | 陳柟   | －             | 浙江省杭州府仁和縣人                  | 正七品·翰林院編修                                                                | |
| 1751年 | 乾隆十六年   | 饒學曙 | 1720年－1770年 | 江西省建昌府廣昌縣人                  | 從五品·翰林院侍講、日講起居注官                                                  | |
| 1752年 | 乾隆十七年   | 範棫士 | 1710年－1769年 | 江蘇省松江府華亭縣人                  | 正四品·工科掌印給事中                                                            | 恩科 |
| 1754年 | 乾隆十九年   | 王鳴盛 | 1722年－1798年 | 江蘇省蘇州府嘉定縣人                  | 從二品·內閣學士、兼禮部侍郎                                                      | 其作《十七史商榷》，為「清代史學三大名著」之一 |
| 1757年 | 乾隆二十二年 | 梅立本 | －             | 安徽省寧國府宣城縣人                  | 正七品·翰林院編修、廣西學政                                                      | |
| 1760年 | 乾隆二十五年 | 諸重光 | 1721年－1770年 | 浙江省紹興府餘姚縣人                  | 從四品·辰州府知府                                                                | |
| 1761年 | 乾隆二十六年 | 胡高望 | 1725年－1805年 | 浙江省杭州府仁和縣人                  | 從一品·都察院左都御史                                                            | 恩科。為取得江南江北的平衡，遂改取江北人王杰為狀元。                                                                                               |
| 1763年 | 乾隆二十八年 | 沈初   | 1735年－1799年 | 浙江省嘉興府平湖縣人                  | 從一品·戶部尚書、軍機大臣                                                        | |
| 1766年 | 乾隆三十一年 | 姚頤   | －             | 江西省吉安府泰和縣人                  | 正三品·甘肅按察使                                                                | |
| 1769年 | 乾隆三十四年 | 徐天柱 | 1734年－1793年 | 浙江省湖州府德清縣人                  | 正七品·翰林院編修                                                                | |
| 1771年 | 乾隆三十六年 | 王增   | －             | 浙江省紹興府會稽縣人                  | 正六品·懷慶府通判                                                                | 恩科 |
| 1772年 | 乾隆三十七年 | 孫辰東 | 1736年－1780年 | 浙江省湖州府歸安縣人                  | 正七品·翰林院編修                                                                | 橫河孫氏 |
| 1775年 | 乾隆四十年   | 汪鏞   | －             | 山東省濟南府歷城縣人                  | 從三品·光祿寺卿                                                                  | |
| 1778年 | 乾隆四十三年 | 蔡廷衡 | 1747年－       | 浙江省杭州府仁和縣人                  | 從二品·甘肅布政使                                                                | 原應為邵自昌第一，但因邵之試卷無法拆封見名而改取排第二的戴衢亨為狀元                                                                               |
| 1780年 | 乾隆四十五年 | 江德量 | 1752年－1793年 | 浙江省儀徵衛人                        | 從五品·江西道監察御史                                                            | 恩科 |
| 1781年 | 乾隆四十六年 | 陳萬青 | －1795年       | 浙江省嘉興府石門縣人                  | 從五品·翰林院侍讀                                                                | |
| 1784年 | 乾隆四十九年 | 邵瑛   | 1739年－1818年 | 浙江省紹興府餘姚縣人                  | 正七品·翰林院編修                                                                | |
| 1787年 | 乾隆五十二年 | 孫星衍 | 1753年－1818年 | 江蘇省常州府陽湖縣人                  | 正四品·山東督糧道道員                                                            | |
| 1789年 | 乾隆五十四年 | 汪廷珍 | 1757年－1827年 | 江蘇省淮安府山陽縣人                  | 從一品·太子太師、協辦大學士、兼禮部尚書                                          | |
| 1790年 | 乾隆五十五年 | 洪亮吉 | 1746年－1809年 | 江蘇省常州府陽湖縣人                  | 正七品·翰林院編修                                                                | 恩科 |
| 1793年 | 乾隆五十八年 | 陳雲   | －             | 直隸省順天府宛平縣人                  | 從四品·廬州府知府                                                                | |
| 1795年 | 乾隆六十年   | 莫晉   | 1761年－1826年 | 浙江省紹興府會稽縣人                  | 從二品·總督倉場戶部侍郎（倉場侍郎）                                              | 恩科 |
| 1796年 | 嘉庆元年     | 汪守和 | 1764年－1836年 | 江西省饒州府樂平縣人                  | 從一品·太子太保、禮部尚書、兼經筵講官                                            | |
| 1799年 | 嘉庆四年     | 蘇兆登 | 1768年－1847年 | 山東省武定府霑化縣人                  | 正三品·福建按察使                                                                | 其子蘇敬衡為道光十六年（1837年）探花，時稱「父子二鼎甲」                                                                                           |
| 1801年 | 嘉庆六年     | 劉彬士 | 1770年－1838年 | 湖北省漢陽府黃陂縣人                  | 從二品·刑部左侍郎、署理刑部尚書                                                  | 恩科 |
| 1802年 | 嘉庆七年     | 李宗昉 | 1779年－1846年 | 江蘇省淮安府山陽縣人                  | 從一品·禮部尚書                                                                  | |
| 1805年 | 嘉庆十年     | 徐頲   | －1823年       | 江蘇省蘇州府長洲縣人                  | 從二品·內閣學士、兼禮部侍郎                                                      | |
| 1808年 | 嘉庆十三年   | 謝階樹 | －1826年       | 江西省撫州府宜黃縣人                  | 從四品·翰林院侍讀學士                                                            | |
| 1809年 | 嘉庆十四年   | 廖金城 | 1784年－1865年 | 福建省福州府侯官縣人                  | 從一品·太子少保、工部尚書                                                        | 恩科 |
| 1811年 | 嘉庆十六年   | 吳毓英 | 1783年－       | 江蘇省蘇州府吳縣人                    | 從五品·刑部員外郎                                                                | |
| 1814年 | 嘉庆十九年   | 祝慶蕃 | 1777年－1853年 | 河南省光州直隸州固始縣人              | 從一品·禮部尚書                                                                  | |
| 1817年 | 嘉庆二十二年 | 凌泰封 | 1783年－1855年 | 安徽省鳳陽府定遠縣人                  | 從四品·杭州府知府                                                                | |
| 1819年 | 嘉庆二十四年 | 楊九畹 | 1784年－       | 浙江省寧波府慈谿縣人                  | 正四品·廣東南韶連道道員                                                          | 恩科 |
| 1820年 | 嘉庆二十五年 | 許乃普 | 1787年－1866年 | 浙江省杭州府錢塘縣人                  | 從一品·太子太保、吏部尚書                                                        | 擅長書法，為「同光四家」之一 七個兄弟中有三個進士、四個舉人，因此被時人稱為「七子登科」                                                            |
| 1822年 | 道光二年     | 鄭秉恬 | 1783年－       | 江西省瑞州府上高縣人                  | 正七品·曲沃縣知縣                                                                | 恩科 |
| 1823年 | 道光三年     | 王廣蔭 | 1783年－1852年 | 江蘇省通州人                          | 從一品·工部尚書                                                                  | |
| 1826年 | 道光六年     | 賈楨   | 1797年－1874年 | 山東省登州府黃縣人                    | 正一品·太保、武英殿大學士、兼翰林院掌院學士                                      | |
| 1829年 | 道光九年     | 錢福昌 | 1801年－       | 浙江省嘉興府平湖縣人                  | 從四品·內閣侍讀學士                                                              | |
| 1832年 | 道光十二年   | 朱鳳標 | 1800年－1873年 | 浙江省紹興府蕭山縣人                  | 正一品·太子太保、體仁閣大學士、兼翰林院掌院學士                                  | 恩科 |
| 1833年 | 道光十三年   | 曹履泰 | 1790年－1861年 | 江西省南康府都昌縣人                  | 正四品·廣東惠潮嘉道道員                                                          | |
| 1835年 | 道光十五年   | 曹聯桂 | 1803年－1854年 | 江西省南昌府新建縣人                  | 從四品·衡州府知府                                                                | |
| 1836年 | 道光十六年   | 何冠英 | 1801年－1861年 | 福建省福州府閩縣人                    | 正三品·貴州貴東道道員、兼總辦糧道事務（賞按察使銜及二品頂帶）、署理貴州巡撫      | |
| 1838年 | 道光十八年   | 金國均 | 1814年－       | 湖北省漢陽府黃陂縣人                  | 從四品·翰林院侍講學士、日講起居注官                                              | |
| 1840年 | 道光二十年   | 馮桂芬 | 1809年－1874年 | 江蘇省蘇州府吳縣人                    | 三品·詹事府右春坊右中允（三品銜）                                                | |
| 1841年 | 道光二十一年 | 龔寶蓮 | －             | 直隸省順天府大興縣人                  | 正三品·詹事府詹事、廣東學政                                                      | 恩科 |
| 1844年 | 道光二十四年 | 周學濬 |                | 浙江省湖州府烏程縣人                  | 正五品·山東道監察御史                                                            | |
| 1845年 | 道光二十五年 | 金鶴清 | 1821年－1859年 | 浙江省嘉興府桐鄉縣人                  | 正七品·翰林院編修、在南書房行走                                                  | 恩科 |
| 1847年 | 道光二十七年 | 袁績懋 | 1818年－1858年 | 直隸省順天府宛平縣人                  | 正三品·署理福建延建邵道道員（按察使銜）                                          | |
| 1850年 | 道光三十年   | 許其光 | 1827年－       | 廣東省廣州府番禺縣人                  | 從四品·思恩府知府                                                                | |
| 1852年 | 咸丰二年     | 楊泗孫 | 1823年－1889年 | 江蘇省蘇州府常熟縣人                  | 正四品·太常寺少卿                                                                | 恩科 |
| 1853年 | 咸丰三年     | 吳鳳藻 | 1828年－       | 浙江省杭州府錢塘縣人                  | 正五品·陝西道監察御史                                                            | |
| 1856年 | 咸丰六年     | 孫毓汶 | 1833－1899年   | 山東省濟寧州人                        | 從一品·太子少保、兵部尚書、軍機大臣                                              | |
| 1859年 | 咸丰九年     | 孫念祖 | 1829年－       | 浙江省紹興府會稽縣人                  | 從四品·鎮遠府知府                                                                | |
| 1860年 | 咸丰十年     | 林彭年 | 1815年－       | 廣東省廣州府南海縣人                  | 從四品·鎮遠府知府                                                                | 恩科 |
| 1862年 | 同治元年     | 何金壽 | －1882年       | 湖北省武昌府江夏縣人                  | 從四品·揚州府知府                                                                | |
| 1863年 | 同治二年     | 龔承鈞 | 1833年－       | 湖南省長沙府湘潭縣人                  | 正五品·四川道監察御史                                                            | 恩科 |
| 1865年 | 同治四年     | 于建章 | －1874年       | 廣西省桂林府臨桂縣人                  | 正七品·翰林院編修、山東學政                                                      | |
| 1868年 | 同治七年     | 黃自元 | 1837年－1918年 | 湖南省長沙府安化縣人                  | 從四品·寧夏府知府                                                                | |
| 1871年 | 同治十年     | 高嶽崧 | －             | 陝西省西安府長安縣人                  | 正五品·長安州知州                                                                | |
| 1874年 | 同治十三年   | 譚宗浚 | 1846年－1888年 | 廣東省廣州府南海縣人                  | 正四品·雲南糧儲道道員                                                            | |
| 1876年 | 光绪二年     | 王賡榮 | 1841年－1895年 | 山西省朔平府朔州人                    | 三品·潯州府知府（三品銜）                                                        | 恩科 |
| 1877年 | 光绪三年     | 余聯沅 | 1844年－1901年 | 湖北省漢陽府孝感縣人                  | 從二品·湖南布政使、署理浙江巡撫                                                  | 簽定《東南保護約款》 |
| 1880年 | 光绪六年     | 曹詒孫 | －             | 湖南省衡州府茶陵縣人                  | 正七品·翰林院編修、陝西學政                                                      | |
| 1883年 | 光绪九年     | 壽耆   | 1859年－       | 滿洲正藍旗人                          | 從一品·理藩部大臣                                                                | 清朝宗室，和碩恭親王、安北大將軍常寧七世孫 |
| 1886年 | 光绪十二年   | 鄒福保 | 1852年－1915年 | 江蘇省蘇州府元和縣人                  | 從五品·翰林院侍講                                                                | |
| 1889年 | 光绪十五年   | 李盛鐸 | 1859年－1934年 | 江西省九江府德化縣人                  | 從二品·山西布政使、兼署山西巡撫 中華民國參議院議長，署理農商總長兼全國水利局總裁 | |
| 1890年 | 光绪十六年   | 文廷式 | 1855年－1904年 | 江西省袁州府萍鄉縣人                  | 從四品·翰林院侍讀學士、兼日講起居注官                                            | 恩科；政壇「清流派」領袖之一，光緒「帝黨」重要人物                                                                                                 |
| 1892年 | 光绪十八年   | 吳士鑑 | 1868年－1933年 | 浙江省杭州府錢塘縣人                  | 從四品·翰林院侍讀                                                                | |
| 1894年 | 光绪二十年   | 尹銘綬 | －             | 湖南省長沙府茶陵州人                  | 正三品·山東按察使 中華民國大總統府機要秘書                                       | 恩科 |
| 1895年 | 光绪二十一年 | 喻長霖 | 1857年－1940年 | 浙江省台州府黃岩縣人                  | 四品·碩學通儒議員、資政院憲政會諮詢（四品銜）                                    | 原定状元为喻长霖，而骆成骧列在二甲前列，其卷中对策文中有“主忧臣劳，主辱臣死”之语，正值甲午战争之际，光绪帝深受感动，遂提骆成骧为状元，喻长霖为榜眼 |
| 1898年 | 光绪二十四年 | 夏壽田 | 1870年－1935年 | 湖南省桂陽直隸州人                    | 從五品·刑部員外郎 中華民國湖北省民政長，總統府內史監內史                         | |
| 1903年 | 光绪二十九年 | 左霈   | 1875年－1936年 | 山东省萊州府潍县人                    | 四品·麗江府知府 中華民國《蒙藏報》總編纂，清華學堂歷史、國文教師                 | |
| 1904年 | 光绪三十年   | 朱汝珍 | 1870年－1943年 | 廣東省廣州府清遠縣人                  | 二品·翰林院編修（二品銜） 中華民國香港大學教授                                   | 恩科、其作《詞林輯略》 |

## 各省統計
| 省份                                   | 人數 |
| -------------------------------------- | ---- |
| 八旗                                   | 3    |
| 直隸省                                 | 7    |
| 江蘇省                                 | 26   |
| 安徽省                                 | 7    |
| 江西省                                 | 10   |
| 浙江省                                 | 30   |
| 福建省                                 | 6    |
| 湖北省                                 | 5    |
| 湖南省                                 | 5    |
| 河南省                                 | 1    |
| 山東省                                 | 6    |
| 陝西省                                 | 1    |
| 四川省                                 | 1    |
| 廣東省                                 | 4    |
| 廣西省                                 | 1    |
| 山西省                                 | 1    |
| 貴州省、甘肅省、雲南省、新疆省、臺灣省 | 0    |

## 生涯品級
| 官銜品級 | 人數 | 比例  | 比例               |
| -------- | ---- | ----- | ------------------ |
| 一品     | 16   | 14%   | 三品以上官銜 40.3% |
| 二品     | 15   | 13.2% | 三品以上官銜 40.3% |
| 三品     | 15   | 13.2% | 三品以上官銜 40.3% |
| 四品     | 31   | 27.2% | 三品至六品官銜 43% |
| 五品     | 15   | 13.2% | 三品至六品官銜 43% |
| 六品     | 3    | 2.6%  | 三品至六品官銜 43% |
| 七品     | 19   | 16.7% | 七品官銜 16.7%     |

## 相關
- 清朝狀元列表